# Khanaqin
Khanaqin (kurdiska Xaneqîn, خانه قين; arabiska خانقين) är en stad i provinsen Diyala i östra Irak, irakiska Kurdistan. Staden är befolkad av feylikurder som talar den sydkurdiska dialekten. Khanaqin ligger på huvudvägen som shiapilgrimer använder när de besöker heliga islamiska städer. Staden är dessutom rik på olja, det första irakiska oljeraffinaderiet och oljeledningen byggdes i närheten 1927, grundar sig på stora olje- och naturgasfält. Khanaqin producerar 470 000 fat olja per dag (70 000 m³/d).

## Historia

### 1521-1802
Khanaqin var under långa perioder under persiskt inflytande fram till att det portugisiska imperiet erövrade regionen 1521. 1802 drevs portugiserna ut av den persiska kejsaren Fath-Ali Shah Qajar och staden hörde återigen till Persien fram till 1882, men styrdes de facto av feylikurdiska krigstammar. Mellan 1717 och 1738 invaderades regionen av Osmanska riket. Under 1800-talet skedde återigen invasioner av perser, fransmän och  ryssar.

### Första världskriget
Under den persiska kampanjen attackerades osmanerna i Khanaqin den 3 juni 1916 av ryska styrkor ledda av Nikolaj Baratov men lyckades trycka tillbaka det ryska kavalleriet. Medan ottomanerna förlorade omkring 300 man, var de ryska förlusterna större. Men ryssarna lyckades erövra staden i april 1917 på grund av osmansk svaghet och den persiska regeringens kollaps. Ryssland fick stöd från de feylikurdiska stammarna och lät dem styra området.
Icke desto mindre var de ryska styrkorna tvungna att dra sig tillbaka från området i juni 1917 på grund av den ryska revolutionen som tillät ottomanerna att återta staden. Storbritannien erövrade staden i december 1917 under deras mesopotamiska kampanj. Efter erövrandet kontaktade Storbritannien de regionala kurdiska stammarna inklusive Bajalan-ledaren Mustafa Pasha Bajalan för att konsolidera sin kontroll. Khanaqin-distriktet grundades 1921.

## Demografi
I Khanaqin är den stora majoriteten av befolkningen feylikurder med en liten minoritet av kristna armenier och georgier.

## Personer från Khanaqin
- Leyla Qasim